# Korthalsia paucijuga
Korthalsia paucijuga är en enhjärtbladig växtart som beskrevs av Odoardo Beccari. Korthalsia paucijuga ingår i släktet Korthalsia och familjen Arecaceae. Inga underarter finns listade i Catalogue of Life.